# Ted Templeman
Ted Templeman (24 de octubre de 1944 en Santa Cruz, California) es un productor discográfico estadounidense. A lo largo de su extensa trayectoria ha trabajado con músicos y bandas como The Doobie Brothers, Van Morrison, Little Feat, Van Halen, Aerosmith, David Lee Roth, Sammy Hagar, Eric Clapton, Steve Stevens y Cheap Trick.

## Producciones
- The Doobie Brothers, The Doobie Brothers (1971) (co-produced with Lenny Waronker)
- Tupelo Honey, Van Morrison (1971) (co-produced with Van Morrison)
- Clear Spot, Captain Beefheart (1972) (co-produced with Don Van Vliet)
- Saint Dominic's Preview, Van Morrison (1972) (co-produced with Van Morrison)
- Toulouse Street, The Doobie Brothers (1972)
- Sailin' Shoes, Little Feat (1972)
- The Captain and Me, The Doobie Brothers (1973)
- Montrose, Montrose (1973)
- Chunky, Novi & Ernie,  Chunky, Novi and Ernie (1973) (co-produced with John Cale)
- What Were Once Vices Are Now Habits, The Doobie Brothers (1974)
- Paper Money, Montrose (1974) (co-produced with Montrose)
- It's Too Late to Stop Now, Van Morrison (1974)
- Lorraine Ellison, Lorraine Ellison (1974)
- Stampede, The Doobie Brothers (1974)
- The Beau Brummels, The Beau Brummels (1975)
- Another Passenger, Carly Simon (1976)
- Takin' It to the Streets, The Doobie Brothers (1976)
- Livin' on the Fault Line, The Doobie Brothers (1977)
- Time Loves a Hero, Little Feat (1977)
- Minute by Minute, The Doobie Brothers (1978)
- Van Halen, Van Halen (1978)
- Nicolette, Nicolette Larson (1978)
- Van Halen II, Van Halen (1979)
- Everything You've Heard Is True, Tom Johnston (1979)
- In the Nick of Time, Nicolette Larson (1979)
- Live at the Roxy, Nicolette Larson (1979)
- One Step Closer, The Doobie Brothers (1980)
- Women and Children First, Van Halen (1980)
- Radioland, Nicolette Larson (1981)
- Fair Warning, Van Halen (1981)
- If That's What it Takes, Michael McDonald (1982)
- Diver Down, Van Halen (1982)
- All Dressed Up and No Place to Go, Nicolette Larson (1980) (Executive Producer)
- Carrera, Carrera (1983)
- Road Games, Allan Holdsworth (1983) (Executive Producer)
- 1984, Van Halen (1984)
- Farewell Tour, The Doobie Brothers (1983)
- Arcade, Patrick Simmons (1983)
- VOA, Sammy Hagar (1984)
- Combonation, Combonation (1984)
- Crazy from the Heat, David Lee Roth (1985)
- Behind the Sun, Eric Clapton (1985) (co-produced several tracks with Lenny Waronker; other tracks produced by Phil Collins)
- Done with Mirrors, Aerosmith (1985)
- No Lookin' Back, Michael McDonald (co-produced with Michael McDonald & George Perilli)
- Eat 'Em and Smile, David Lee Roth (1986)
- Racing After Midnight, Honeymoon Suite (1988)
- BulletBoys, BulletBoys (1988)
- Take It to the Heart, Michael McDonald (co-produced with Michael McDonald and Don Was)
- Private Life, Private Life (1989) (co-produced with Edward Van Halen and Donn Landee)
- Atomic Playboys, Steve Stevens (1989) (Exec. Producer)
- Shadows, Private Life (1990) (co-produced with Edward Van Halen and Donn Landee)
- Freakshow, BulletBoys (1991)
- For Unlawful Carnal Knowledge, Van Halen (1991) (co-produced with Andy Johns)
- Lightning Rod Man, Lowell George & the Factory (1993)
- Za-Za, BulletBoys (1993)
- Seducing Down the Door: A Collection, 1970-1990, John Cale (1994)
- Woke Up With a Monster, Cheap Trick (1994)
- Muzy's Move, Royal Crown Revue (1996)
- The Contender, Royal Crown Revue (1998)
- Bathhouse Betty, Bette Midler (1998)
- The Philosopher's Stone, Van Morrison (1998)
- Talk To Your Daughter, Robben Ford (1998) (Executive Producer)
- The Postman: Music From the Original Motion Picture, Various Artists (1997) (produced 'You Didn't Have to be So Nice,' by Amy Grant and Kevin Costner)
- Naked, Joan Jett and the Blackhearts (2004) (co-produced with Kenny Laguna, Bob Rock, Joey Levine, and Joan Jett)
- Sinners, Joan Jett and the Blackhearts (2006)
- World Gone Crazy, Doobie Brothers (2010)